# Ian Blackwood
Ian Michael David Blackwood (ur. 8 grudnia 1982 w Burlington, Kanada) – kanadyjski aktor oraz muzyk. Znany z roli Kyle’a Batemana z serialu młodzieżowego Gwiazda od zaraz.
Jest wokalistą kanadyjskiego zespołu The Artist Life.

## Filmografia
- 2005–2008 - Gwiazda od zaraz jako Kyle Bateman
- 2006 - Smak zdrady jako młody Ted
- 2006 - Repo! The Genetic Opera